# Campionati del mondo di ciclismo su pista 2022 - Scratch maschile
La gara di scratch maschile ai campionati del mondo di ciclismo su pista si è svolta il 13 ottobre 2022, su un percorso di 60 giri per un totale di 15 km. È stata vinta dal canadese Dylan Bibic che ha completato la prova in 16'34", alla media di 54,326 km/h.

## Podio
| Pos.    | Atleta           | Nazionalità |
| ------- | ---------------- | ----------- |
| Oro     | Dylan Bibic      | Canada      |
| Argento | Kazushige Kuboki | Giappone    |
| Bronzo  | Roy Eefting      | Paesi Bassi |

## Risultati
| 1  | Dylan Bibic          | Canada            |     |     |     |
| 2  | Kazushige Kuboki     | Giappone          |     |     |     |
| 3  | Roy Eefting          | Paesi Bassi       |     |     |     |
| 4  | Tuur Dens            | Belgio            |     |     |     |
| 5  | Donavan Grondin      | Francia           |     |     |     |
| 6  | Sebastián Mora       | Spagna            |     |     |     |
| 7  | Filip Prokopyszyn    | Polonia           |     |     |     |
| 8  | Gavin Hoover         | Stati Uniti       |     |     |     |
| 9  | Rui Oliveira         | Portogallo        |     |     |     |
| 10 | Aaron Gate           | Nuova Zelanda     |     |     |     |
| 11 | Mattia Pinazzi       | Italia            |     |     |     |
| 12 | Rasmus Pedersen      | Danimarca         |     |     |     |
| 13 | Tim Wafler           | Austria           |     |     |     |
| 14 | Rhys Britton         | Gran Bretagna     |     |     |     |
| 15 | Daniel Babor         | Rep. Ceca         |     |     |     |
| 16 | Moritz Malcharek     | Germania          |     |     |     |
| 17 | Rotem Tene           | Israele           |     |     |     |
| 18 | Facundo Lezica       | Argentina         |     |     |     |
| 19 | Alex Vogel           | Svizzera          |     |     |     |
| -  | Yacine Chalel        | Algeria           | dnf | dnf | dnf |
| -  | Akil Campbell        | Trinidad e Tobago | dnf | dnf | dnf |
| -  | Joshua Duffy         | Australia         | dnf | dnf | dnf |
| -  | Martin Chren         | Slovacchia        | dnf | dnf | dnf |
|    | Mohammad Ganjkhanlou | Iran              | dns | dns | dns |